# Jack Perciful
Jack T. Perciful (* 26. November 1925 in Moscow (Idaho); † 13. März 2008 in Olympia (Washington)) war ein US-amerikanischer Jazzpianist und Arrangeur, der lange Jahre in der Band von Harry James arbeitete.

## Leben und Wirken
Perciful begann mit sieben Jahren Klavier zu spielen. Während seiner Highschool-Zeit gehörte er bereits zur Jazzband der University of Idaho. Ab 1943 leistete er den Militärdienst in Kalifornien ab, von 1945 bis 1946 in Armeeorchestern in Japan. Dann setzte er sein Studium an der University of Idaho fort, wo er den Master in Musikpädagogik erwarb. Nach wenigen Jahren, in denen er Musikunterricht erteilte, wechselte er ins Musikgeschäft, zunächst in Spokane, ab 1952 in Los Angeles, wo er als Pianist auftrat, beeinflusst von Nat Cole und Jimmy Rowles. Er war zunächst vor allem als Studiomusiker tätig, spielte aber auch bei Dicky Wells, bei Ernie Andrews und bei Charlie Barnet. 1956 holte ihn Harry James in Las Vegas in seine Bigband; als Pianist und Arrangeur wirkte er an insgesamt 25 Alben des Bandleaders mit, darunter Trumpet Blues (Capitol, 1958); er war mit ihm auch auf Tourneen in Europa, Lateinamerika und Japan. Als Begleitmusiker wirkte er 1970 bei dem Album Two More Tenors: Boots and Corky von Boots Randolph und Corky Corcoran mit. Nach 18 Jahren bei James zog er 1974 nach Olympia (Washington) und trat im dortigen Club Tumwater Conservatory des Harry-James-Bandkollegen Red Kelly auf, wo er gastierende Solisten wie Ernestine Anderson (1975) begleitete. Dann spielte er mit Bert Wilson und mit lokalen Musikern. 1989 bis 1991 war er Mitglied des Trios von Buddy Catlett. In den Folgejahren war er an mehreren Alben des Labels Pony Boy mit Lance Buller und Charlie May beteiligt.
Perciful trat auch in verschiedenen Fernsehshows auf, wie bei Ed Sullivan und Johnny Carson; außerdem hatte er mit dem Orchester von Harry James in der Jerry-Lewis-Filmkomödie The Ladies' Man (1961) einen Auftritt.
2008 wurde er für die Seattle Jazz Hall of Fame nominiert.

## Lexikalische Einträge
- Leonard Feather, Ira Gitler: The Biographical Encyclopedia of Jazz. Oxford University Press, New York 1999, ISBN 0-19-532000-X.